# Vaudéville
Vaudéville – miejscowość i gmina we Francji, w regionie Grand Est, w departamencie Wogezy.
Według danych na rok 1990 gminę zamieszkiwały 132 osoby, a gęstość zaludnienia wynosiła 41 osób/km² (wśród 2335 gmin Lotaryngii Vaudéville plasuje się na 913. miejscu pod względem liczby ludności, natomiast pod względem powierzchni na miejscu 1159.).